# 扎良卡
50°44′0″N 26°39′15″E / 50.73333°N 26.65417°E
扎良卡（烏克蘭語：Жалянка），是烏克蘭西北部的村莊，隸屬里夫內州的里夫內區。該村始建於1532年，面積0.9平方公里，海拔高度216米，2001年人口74，人口密度每平方公里82人。